# Rio Real (Bahia)
Rio Real é um município brasileiro do estado da Bahia, localizado no nordeste do estado, ocupando uma área territorial de 739,775 km², estando a 179 metros de altitude.

## História
O que se conhece da vida histórica deste município baseia-se mais na tradição do que mesmo em fatos. Segundo tradição local, existiu, em épocas remotas, no lugar onde hoje se encontra edificada a cidade, um brejo denominado "Brejo Grande" que devido à pureza de sua àgua servia para abastecer os moradores da circunvizinhança. Com o correr dos tempos, desapareceu parte desse brejo e às margens do que dele restou surgiu o povoado de Brejo Grande, mais tarde Barracão e atualmente Rio Real. Entretanto, o que se sabe de concreto é que o território do atual município deve a sua penetração e colonização a brasileiros, descendentes diretos de portugueses, que ali se fixaram, utilizando elementos negros e indígenas, domesticados, na prática da agricultura, considerada até hoje, como a principal atividade do município. 
Rio Real nasceu ao se desmembrar das terras de Itapicuru de Cima. Podemos encontrar as primeiras informações da localidade através dos registros eclesiásticos da região, nesse caso a Paroquia Nossa Senhora de Nazareth de Itapicuru de Cima, sendo a Matriz, registrou aos 4 de maio de 1845 o óbito de Domiciana Maria com seus 93 anos, o sepultamento foi realizado na Capela de Nossa Senhora do Livramento, filial da paroquia de Nossa Senhora de Nazareth. Assim percebemos que na primeira parte do século XIX, já havia na região uma capela a Nossa Senhora do Livramento, onde mais tarde se tornou Paroquia e Freguesia de Nossa Senhora do Livramento do Barracão. Das "Leis Provinciaes da Bahia" por Padre A. da Rocha Vianna, foi elevada a freguesia a capela de Nossa Senhora do Livramento do Barracão aos 8 de Maio de 1855: Artigo dois da lei N.538. "Seos limites com a antiga Freguezia do Itapicurú serão pela maneira seguinte: Principiará da Beira do Rio Real, no lugar chamado Passagem do meio, aonde atravessa o mesmo rio para a Fazenda Curralinho da Provincia de Sergipe; e da dita Passagem do meio seguirá pela estrada que vem a Fazenda do Janico, a qual passa na morada de Martinho Ramos, e deste a Fazenda da Cruz, onde morou Francisco Affonso, e desta para o Brejo do Cardoso; e deste rumo direito ao sul, atravessará a estrada real que vai da Fazenda Sucupira para a Capella do Barracão no logar chamado — Rancho do Licoliseiro, a beira da dita estrada; e deste Rancho em rumo direito a cabeceira da baixa denominada — Pae Gonçalo — (no lado de cima) que e a beira da estrada que segue da Fazenda da Tapéra para o saco grande, e da dita cabeceira da baixa do Pae Gonçalo em rumo direito a baixa do rio Itapicurú no lugar chamado — Poço redondo, em cujo ponto chegam as terras da administração do Capitão Manoel Barreto de Mattos, que é pouco abaixo da morada de Francisco Moreira de Assumpção, e do dito Poço redondo, Rio Itapicurú abaixo, até encontrar com os limites da Freguezia do Conde nas matas do Rio Azul; e da mesma forma dividindo-se com a Freguezia de Abbadia no rio Pirangi até a beira do Rio Real na passagem do meio, onde principiou a dita divisão".
Podemos perceber que no registro acima a Capela de Nossa Senhora do Livramento estava localizada em uma região também conhecida como o Rancho do Licoliseiro a beira da dita estrada, a estrada Real. Decorridos 25 anos da sua elevação à categoria de freguesia, foi o povoado do Barracão elevado à categoria de Vila, por Resolução Provincial N.1991, de 01 de julho de 1880, se criou a Vila de Nossa Senhora do Livramento do Barracão, e uma nova Vila de Nossa Senhora do Livramento do Barracão com o desmembramento de Itapicuru de Cima aos de 16 de Maio de 1882 de acordo com a Acta de Nascimento da Nova Vila arquivada no Arquivo Público da Bahia no bairro da Baixa de Quintas.
Recebeu o nome de Rio Real pelo decreto N. 7455, em 23 de junho de 1931 e foros de cidade pelo decreto estadual N.10.724 em 30 de maio de 1933 e por fim das divisões territoriais, o município permanece constituído que permanece inalterado pelo decreto n.10724 de 30 de março de 1938. Atendendo a proposta do Presidente da Província da Bahia, no ano de 1864, de acordo com o decreto N.3238 de 22 de Março, se criou um Batalhão de Infantaria da Guarda Nacional na Freguesia do Barracão, atual Rio Real. 
A Guarda Nacional Brasileira foi criada em 1831, no período regencial para garantir a segurança e sendo extinta em 1922. Conta-se por tradição local que a Vila recebeu o nome de Rio Real por ter abrigado a comitiva de Dom Pedro II em viagem pelo interior da Bahia. O primeiro recenseamento do Brasil foi 1872, dentro do período Imperial (1822-1889), o censo foi solicitado no governo de D. Pedro II, o segundo reinado desse período.
De acordo o recenseamento da Província da Bahia, o quadro geral da Parochia de Nossa Senhora do Livramento do Barracão, na condição de homens livres haviam 3.851 e mulheres 2.236, somando 6.087. Na condição de escravos homens 91 homens e 81 mulheres, somando 172 escravos, e como soma geral da população de 6.259. (IBGE) O segundo recenseamento do Brasil foi em 31 de dezembro de 1890, sendo o primeiro quando República, consta o recenseamento de Barracão, homens 4.212 e mulheres 4.300, somando 8.512. (IBGE)
O terceiro recenseamento do Brasil foi em 31 de dezembro de 1900, o município de Barracão, homens 4.784 e mulheres 4.884, somando 9.668. (IBGE)
Rio Real é também a cidade sede do Movimento Mundial Missionário Movendo Gerações.

## Economia

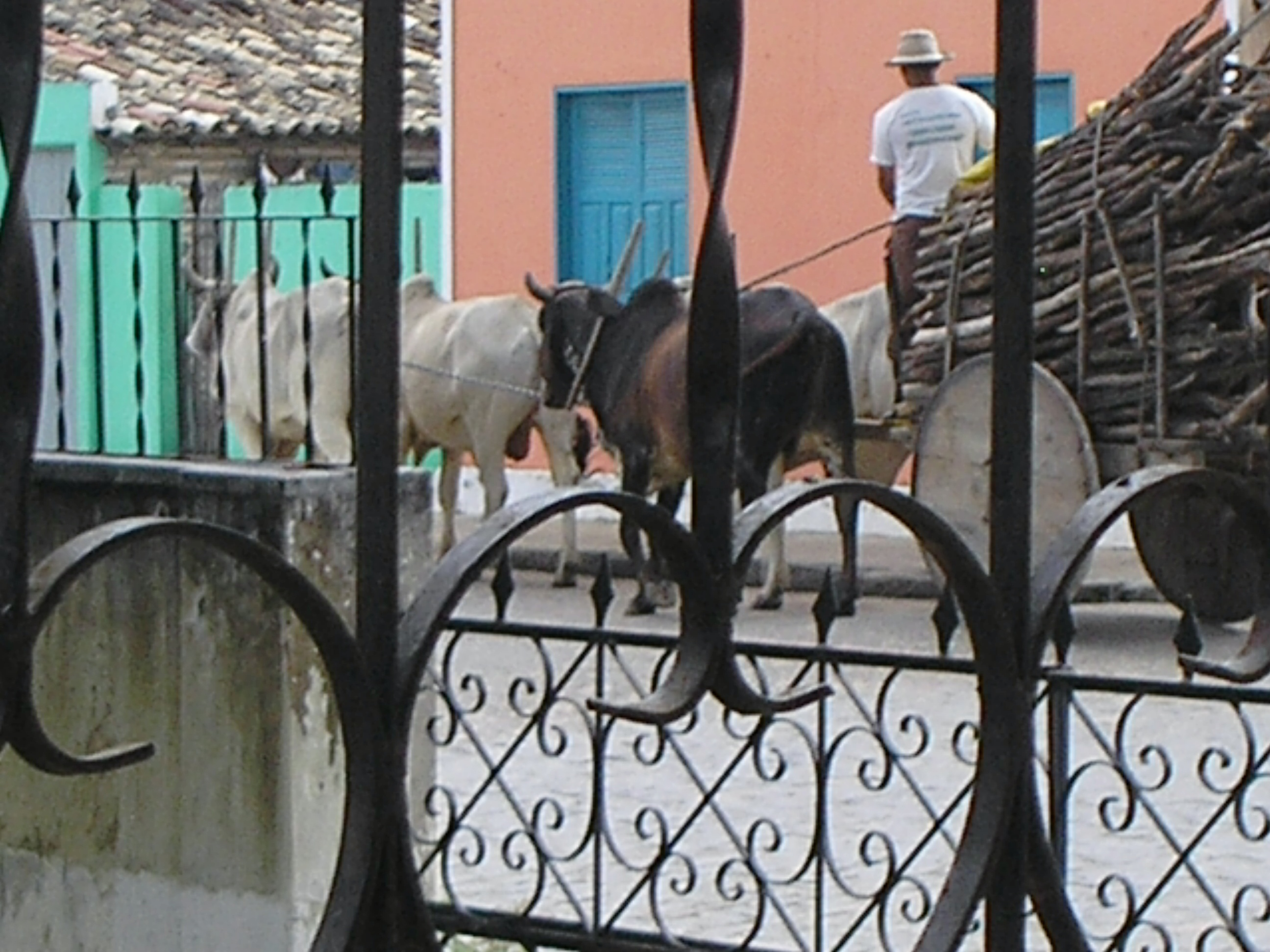
Carro de Boi, vista da casa de Dario e Judith da Fonseca.

Rio Real tem como base econômica o setor de serviços e comércio, denominado de terceiro setor da economia, que responde por cerca de 60% da economia da região. O setor agrícola representa cerca de 30%, enquanto que a indústria não alcança nem 10% da geração da riqueza do município.
Na produção agrícola destacam-se os cultivos de laranja, limão, tangerina, abacaxi, mamão e maracujá. Na pecuária, destacam-se os rebanhos de bovinos, suínos, equinos, ovinos e muares.
No estado, Rio Real é o maior produtor de laranja. Segundo dados da Seagri, no ano de 2005 a produção foi de 315 mil toneladas, utilizando 21 mil hectares. Já no ano de 2006, foram utilizados 23 mil hectares, o que significa um crescimento de cerca de 9%, enquanto que a produção foi para 460 mil toneladas, implicando no aumento de 46%. Destaca-se que esse crescimento foi superior ao apresentado pelo Estado, que ficou em 14%. Esse destaque na citricultura está na verdade integrado com a microrregião sergipana de Boquim, sendo que boa parte da produção destina-se ao beneficiamento da polpa no município de Estância, onde existem indústrias que exportam o produto para a Europa.